# Бхивани (округ)
Бхивани (англ. Bhiwani, хинди भिवानी जिला) — округ в индийском штате Харьяна. Образован в 22 июля 1972 года. Административный центр округа — город Бхивани. По данным всеиндийской переписи 2001 года население округа составляло 1 425 022 человека. Уровень грамотности взрослого населения составлял 68,17 %, что выше среднеиндийского уровня (59,5 %).